# Resolució 1707 del Consell de Seguretat de les Nacions Unides
La Resolució 1707 del Consell de Seguretat de les Nacions Unides fou adoptada per unanimitat el 12 de setembre de 2006. Després de reafirmar totes les resolucions sobre la situació a l'Afganistan, particularment les resolucions 1386 (2001), 1413 (2002), 1444 (2002), 1510 (2003) i 1563 (2004), 1623 (2005) i 1659 (2005) i les resolucions 1368 (2001) i 1373 (2001) sobre el terrorisme, el Consell va ampliar l'autorització de la Força Internacional d'Assistència i de Seguretat (ISAF) fins a mitjans d'octubre de 2007.

## Resolució

### Observacions
El Consell de Seguretat va reconèixer que la responsabilitat de proporcionar seguretat i ordre públic a tot l'Afganistan residia amben els mateixos afganesos. El Consell va reconèixer la naturalesa interconnectada dels reptes del país, reiterant la importància del progrés en relació amb la seguretat, la governança i la lluita contra el narcotràfic. Va subratllar la importància del Compacte Afganistan com a marc de cooperació entre Afganistan i la comunitat internacional.
Hi havia preocupacions sobre la situació de seguretat a l'Afganistan, inclosa l'augment de l'activitat d'Al-Qaeda, els talibans, els grups armats i els implicats en el comerç il·legal de drogues.
En aquest context, la resolució va demanar a totes les parts afganeses que s'abstinguessin de l'ús de la violència o dels grups armats i que es comprometessin constructivament en el desenvolupament del país; la reforma del sector de la seguretat era essencial.
La resolució va donar la benvinguda a les contribucions de les Forces de Seguretat Nacional Afganeses, la ISAF i la'Operació Llibertat Duradora (OLD) cap a la seguretat a l'Afganistan, en particular l'expansió de la ISAF a les zones del sud i l'est del país. També va apreciar el Regne Unit per prendre el lideratge de la ISAF en el lloc d'Itàlia, i va encomiar les nacions que havien contribuït a l'OTAN. El Consell va determinar que la situació a l'Afganistan era una amenaça per a la pau i la seguretat internacionals.

### Actes
Actuant sota el Capítol VII de la Carta de les Nacions Unides, el Consell va renovar el mandat de la ISAF per un període de dotze mesos més enllà del 13 d'octubre de 2006. Els estats que participaven en la força estaven autoritzats per utilitzar totes les mesures necessàries per complir el mandat, mentre que es demana als altres Estats membres que aportin personal i recursos a l'operació.
La força va ser cridada a treballar amb el govern de l'Afganistan, OLD i el Representant Especial del Secretari General. Finalment, es va demanar als dirigents de la ISAF que proporcionessin informes trimestrals sobre l'aplicació del seu mandat.